# Volevo essere un duro
Volevo essere un duro is een lied van de Italiaanse zanger Lucio Corsi, waarmee hij Italië vertegenwoordigt op het Eurovisiesongfestival 2025 in Basel, Zwitserland. Zanger Olly was de winnaar van het San Remo festival 2025 en had daarmee het recht om naar Zwitserland te mogen afreizen om namens Italië deel te nemen aan het Songfestival. De zanger bedankte echter voor de eer. De Italiaanse omroep RAI bood daarmee de kans aan de nummer 2 van het San Remo 2025: Lucio Corsi. De uit Toscane afkomstige zanger nam de uitnodiging aan en doet in mei in het Zwitserse Basel mee met het nummer Volevo Essere Un Duro.

## Muziek en thematiek
De titel, die zich laat vertalen als 'Ik wilde stoer zijn', verwijst naar de worsteling met zelfbeeld en maatschappelijke verwachtingen. In het nummer reflecteert Corsi op het spanningsveld tussen kwetsbaarheid en de druk om hard of onaantastbaar over te komen. De muziekstijl combineert moderne Italiaanse pop met glamrock.
Ook in 2025 behoort Italië in 2025 door hun financiële bijdrage opnieuw tot de zogenoemde "Big Five", wat betekent dat het automatisch geplaatst is voor de finale. Corsi zal Volevo essere un duro ten gehore brengen tijdens de finale op 17 mei 2025.